# Kukačka thajská
Kukačka thajská (Hierococcyx nisicolor) je druh kukačky z rodu Hierococcyx, která se přirozeně vyskytuje v Orientální oblasti od severovýchodní Indie po jihovýchodní Čínu a na jih přes Malajský poloostrov až na Borneo, Sumatru a západní Jávu. 

## Systematika
Kukačku thajskou formálně popsal v roce 1843 anglický zoolog Edward Blyth. Druhové jméno nisicolor pochází z latiny, ve které nisus odkazuje ke krahujci obecnému (Accipiter nisus) a color znamená „barva“. Jméno tak referuje ke vzezření kukačky thajské, která podobně jako další zástupci rodu Hierococcyx  připomíná krahujce. Jedná se o monotypický taxon, tzn. nejsou rozeznávány žádné poddruhy.
Podle mitochondriální analýzy je sesterským taxonem kukačky thajské kukačka malajská (Hierococcyx fugax).

## Výskyt
Areál rozšíření druhu se rozprostírá po Orientální oblasti. Vyskytuje se od severovýchodní Indie (hlavně Ásám) po jihovýchodní Čínu a Singapur přes celou Zadní Indii a Malajský poloostrov po ostrovní části jihovýchodní Asie – konkrétně Borneo, Sumatru a západní Jávu. Může obývat poměrně vysoké nadmořské výšky, v Indii do 2300 m n. m. a v Bhútánu dokonce do 2900 m n. m.
Globální početnost nebyla kvantifikována, avšak v místech přirozeného výskytu bývá kukačka thajská popisována jako neobvyklá až vzácná.

## Popis
Délka těla dosahuje 28–30 cm. Svrchní strana těla včetně hlavy jsou tmavě šedé, která zasahuje i na tváře, strany krku a hrdlo. Spodina je světlá s rezavými až tmavě šedými podélnými proužkovanými skvrnami. Ocas je černý s šedými příčnými pruhy a rezavým zakončením. Samec i samice vypadají stejně. Duhovky jsou hnědé, oční kroužek žlutý. Zobák je většinou černý, avšak jeho báze, spodní čelist a špičatý konec jsou nazelenalé.

## Biologie
Tato plachá kukačka žije skrytým způsobem života a o její biologii toho není známo příliš mnoho. Do jejího jídelníčku patří housenky, brouci, cikády, kobylky, sarančata, termiti, mravenci a cvrčci. Z obratlovců pojídá menší plazy, fíky a bobule.

### Hnízdění
Kukačka thajská je hnízdní parazit, tzn. samice klade vajíčka do hnízd jiných druhů, které se postarají o inkubaci, vykrmení a výchovu mláďat. K hostům patří různé druhy menších pěvců. Za všechny lze zmínit lejskovité, jako je drozdík malý (Brachypteryx leucophris) nebo lejsek tmavomodrý (Niltava macgrigoriae), nebo timáliovité, jako je timálie indomalajská (Pellorneum tickell) nebo timálie indomalajská (Pellorneum tickelli). V roce 2019 byla publikována studie, podle níž mláďata kukačky thajské na hnízdě hosta využívají k lákání pozornosti rodiče sytě zbarvenou vnitřní stranu zobáku a sytě žluté skvrny na křídlech. Jakmile hostitelský rodič s potravou v zobáku dorazil na své hnízdo, v některých případech se snažil klást potravu na žluté skvrny na křídlech mladých kukaček. Podle autorů studie tyto žluté skvrny představují mimikry, které jsou patrně využívány i mláďaty jiných druhů z rodu Hierococcyx.

## Ohrožení a početnost
Mezinárodní svaz ochrany přírody (IUCN) považuje kukačku thajskou za málo dotčený druh i přes to, že její globální populace je patrně na ústupu následkem zániku a degradace přirozených stanovišť. Úbytek populace se nicméně nezdá nijak rychlý, protože kukačka thajská je vysoce tolerantní degradovaným stanovištím.